# Saint-Pierre-d'Allevard
Saint-Pierre-d'Allevard är en kommun i departementet Isère i regionen Auvergne-Rhône-Alpes i sydöstra Frankrike. Kommunen ligger i kantonen Allevard som tillhör arrondissementet Grenoble. År 2013 hade Saint-Pierre-d'Allevard 2 887 invånare.

## Befolkningsutveckling
Antalet invånare i kommunen Saint-Pierre-d'Allevard
Referens:INSEE